# Endromopoda perparvula
Endromopoda perparvula là một loài tò vò trong họ Ichneumonidae.